# Doomadgee
Doomadgee is een plaats in de Australische deelstaat Queensland en telt 1052 inwoners (2006).